# チャールズ・ブルース (第5代エルギン伯爵)

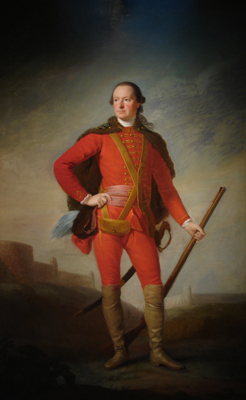
第5代エルギン伯爵、1754年頃。

第5代エルギン伯爵および第9代キンカーディン伯爵チャールズ・ブルース（英語: Charles Bruce, 5th Earl of Elgin and 9th Earl of Kincardine、1732年7月6日 – 1771年5月14日）は、グレートブリテン王国の貴族。

## 生涯
第8代キンカーディン伯爵ウィリアム・ブルースとジェーン・ロバートン（Janes Roberton）の長男として、1732年7月6日に生まれ、1740年9月8日に父が死去するとキンカーディン伯爵の爵位を継承した。
1747年2月10日に親族にあたる第4代エルギン伯爵チャールズ・ブルースが男子を儲けないまま死去すると、エルギン伯爵の爵位を継承した。
1761年から1763年までフリーメイソン団体であるスコットランド・グランドロッジのグランドマスターを務めたほか、ロイヤル・アンド・エンシェント・ゴルフ・クラブ・オブ・セント・アンドリュースの創設者の1人だった。また、チャールズタウンという工場町を建設した。

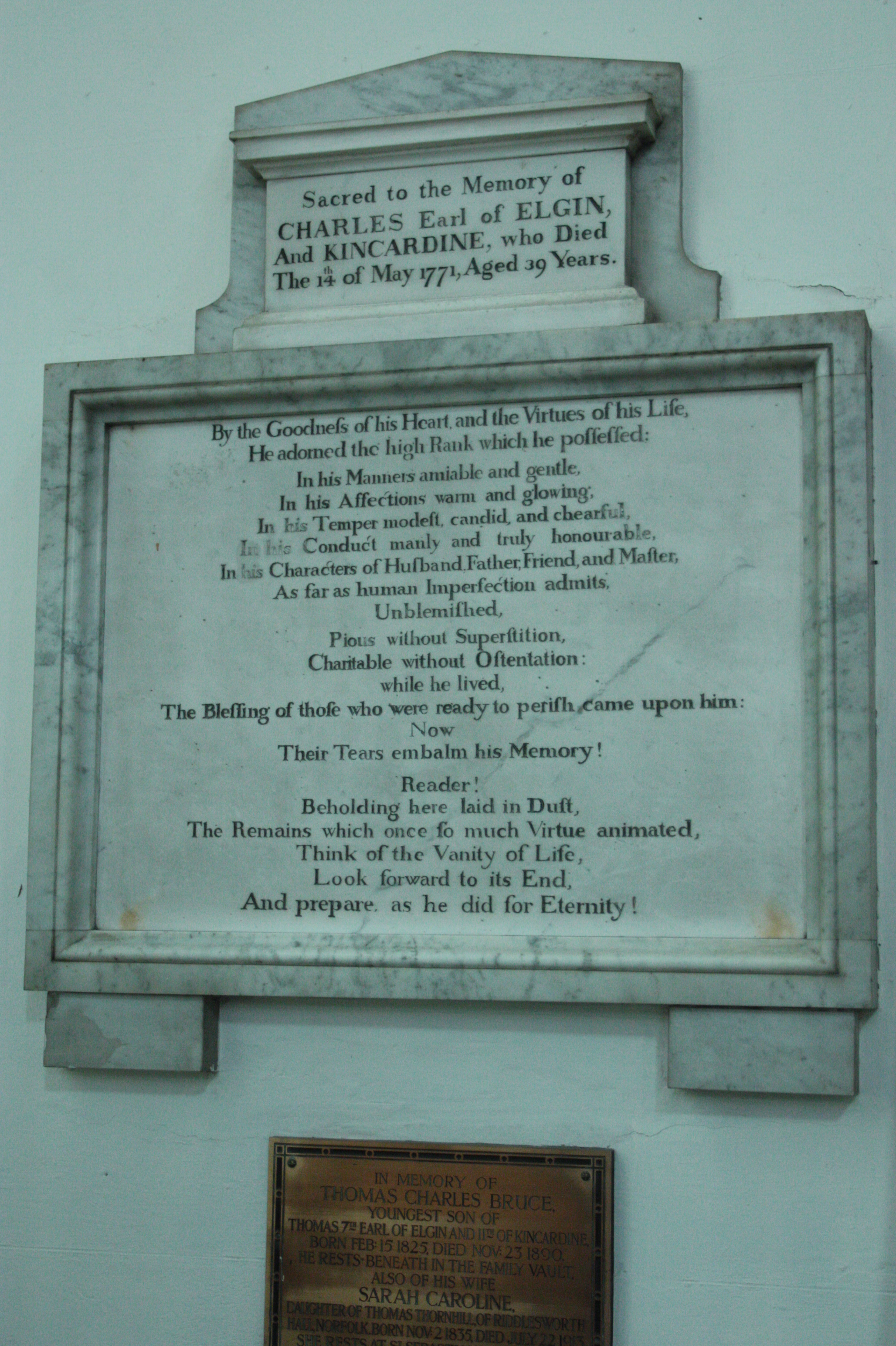
第5代エルギン伯爵の墓

1771年5月14日に死去、長男ウィリアム・ロバートが爵位を継承した。死後、ダンファーリン寺院に埋葬された。

## 家族
1759年6月1日、マーサ・ワイト（1801年6月21日没、銀行家トマス・ワイトの一人娘）と結婚
下記の子女を儲けた。
- マーサ（1760年） - 夭折
- ジャネット（1761年） - 夭折
- ウィリアム・ロバート（1763年） - 夭折
- ウィリアム・ロバート（1764年 – 1771年） - 第6代エルギン伯爵および第10代キンカーディン伯爵
- トマス（1766年 – 1841年） - 第7代エルギン伯爵および第11代キンカーディン伯爵
- チャールズ・アンドリュー（英語版）（1768年 – 1810年） - プリンス・オブ・ウェールズ島総督（現マレーシア領ペナン島）
- ジェームズ（英語版）（1769年 – 1798年） - 庶民院議員、水死
- シャーロット（1771年 – 1816年） - 1799年、フィリップ・チャールズ・ダラム（英語版）と結婚